# Khamsing Srinawk

Khamsing Srinawk (thai: คำสิงห์ ศรีนอก; (RTGS; Khamsing Sinok), född 25 december 1930, är en thailändsk författare från Nakhon Ratchasima, Isan. Han är främst känd under författarnamnet Lao Khamhom (Thai: ลาว คำหอม). Srinawk blev utnämnd till nationalkonstnär i litteratur 1992 och är mest känd för sina satiriska noveller från 1950-talet. 
Enligt Benedict Anderson är Khamsing Srinawk den mest kända novellisten i Thailand. Srinawk var även politiskt aktiv inom det thailändska socialistiska partiet (SPT) då militär och polis slog ner på studentdemonstrationerna vid 
Thammasatuniversitet den 14 oktober 1973.